# Umaglesi Liga 2009-2010
L'Umaglesi Liga 2009-2010 è stata la ventunesima edizione della massima serie del campionato georgiano di calcio. La stagione è iniziata il 1º agosto 2009 e si è conclusa il 20 maggio 2010. L'Olimpi Rustavi ha vinto il campionato per la seconda volta nella sua storia.

## Stagione

### Novità
Dalla Umaglesi Liga 2008-2009 è stato retrocesso il Borjomi, mentre dalla Pirveli Liga sono stati promossi il Baia Zugdidi e il Samt'redia.

Il Mglebi Zugdidi si è successivamente fuso nel Baia Zugdidi.

Inoltre, il Meskheti ha rinunciato alla Umaglesi Liga per iscriversi in Pirveli Liga. Di conseguenza il numero di squadre partecipanti si è ridotto da 11 a 10.

### Formula
Le 10 squadre partecipanti si sono affrontate in un doppio girone all'italiana  con doppie partite di andata e ritorno, per un totale di 36 giornate. La squadra prima classificata è stata dichiarata campione di Georgia e ammessa al secondo turno preliminare della UEFA Champions League 2010-2011. La seconda e la terza classificata venivano ammesse al primo turno preliminare della UEFA Europa League 2010-2011. Se la squadra vincitrice della coppa nazionale, ammessa al secondo turno preliminare della UEFA Europa League 2010-2011, si classificava al secondo o terzo posto, l'accesso al primo turno di Europa League andava a scalare. Le ultime due classificate venivano retrocesse in Pirveli Liga.

### Avvenimenti
A seguito degli incidenti occorsi nel corso della partita del 20 marzo 2010, valevole per la ventiseiesima giornata, tra il Zest'aponi e l'Olimpi Rustavi, la partita è stata data persa per 0-3 a tavolino ad entrambe le squadre e all'Olimpi Rustavi sono stati anche comminati tre punti di penalizzazione.

## Squadre partecipanti
| Club                 | Città      | Stagione 2008-2009                              |
| -------------------- | ---------- | ----------------------------------------------- |
| Baia Zugdidi         | Zugdidi    | 7º posto in Umaglesi Liga (come Mglebi Zugdidi) |
| Dinamo Tbilisi       | Tbilisi    | 2º posto in Umaglesi Liga                       |
| Gagra                | Tbilisi    | 9º posto in Umaglesi Liga                       |
| Lok’omot’ivi Tbilisi | Tbilisi    | 6º posto in Umaglesi Liga                       |
| Olimpi Rustavi       | Rustavi    | 3º posto in Umaglesi Liga                       |
| Samt'redia           | Samtredia  | 1º posto in Pirveli Liga gruppo ovest           |
| Sioni Bolnisi        | Bolnisi    | 5º posto in Umaglesi Liga                       |
| Spartaki-Tskhinvali  | Tskhinvali | 10º posto in Umaglesi Liga                      |
| WIT Georgia          | Tbilisi    | Campione di Georgia                             |
| Zest'aponi           | Zestaponi  | 4º posto in Umaglesi Liga                       |

## Classifica finale
|  | Pos. | Squadra              | Pt | G  | V  | N  | P  | GF | GS | DR  |
|  | ---- | -------------------- | -- | -- | -- | -- | -- | -- | -- | --- |
|  | 1.   | Olimpi Rustavi (-3)  | 79 | 36 | 25 | 7  | 4  | 69 | 26 | +43 |
|  | 2.   | Dinamo Tbilisi       | 74 | 36 | 22 | 8  | 6  | 62 | 19 | +43 |
|  | 3.   | Zest'aponi           | 67 | 36 | 19 | 10 | 7  | 58 | 33 | +25 |
|  | 4.   | WIT Georgia          | 64 | 36 | 17 | 13 | 6  | 48 | 31 | +17 |
|  | 5.   | Spartaki-Tskhinvali  | 43 | 36 | 11 | 10 | 15 | 44 | 58 | -14 |
|  | 6.   | Sioni Bolnisi        | 38 | 36 | 8  | 14 | 14 | 27 | 43 | -16 |
|  | 7.   | Samt'redia           | 37 | 36 | 10 | 7  | 19 | 43 | 68 | -25 |
|  | 8.   | Baia Zugdidi         | 32 | 36 | 7  | 11 | 18 | 29 | 48 | -19 |
|  | 9.   | Lok’omot’ivi Tbilisi | 26 | 36 | 5  | 11 | 20 | 19 | 50 | -31 |
|  | 10.  | Gagra                | 24 | 36 | 5  | 9  | 22 | 30 | 59 | -29 |

Legenda:
      Campione di Georgia e ammessa alla UEFA Champions League 2010-2011
      Ammesse alla UEFA Europa League 2010-2011
      Retrocesse in Pirveli Liga 2010-2011
Note:
Tre punti a vittoria, uno a pareggio, zero a sconfitta.
L'Olimpi Rustavi ha scontato 3 punti di penalizzazione.

## Risultati

### Partite (1-18)
|                     | Bai  | DiT  | Gag  | Lok  | Oli  | Sam  | Sio  | Spa  | WIT  | Zes  |
| ------------------- | ---- | ---- | ---- | ---- | ---- | ---- | ---- | ---- | ---- | ---- |
| Baia Zugdidi        | –––– | 0-6  | 2-2  | 2-1  | 1-2  | 2-2  | 2-0  | 4-1  | 0-1  | 0-1  |
| Dinamo Tbilisi      | 1-0  | –––– | 2-0  | 1-0  | 4-0  | 2-0  | 0-2  | 5-0  | 0-0  | 2-0  |
| Gagra               | 1-0  | 0-0  | –––– | 2-0  | 0-1  | 1-1  | 1-1  | 1-2  | 4-0  | 0-1  |
| Lokomotivi Tbilisi  | 0-0  | 0-3  | 1-0  | –––– | 1-2  | 0-3  | 0-0  | 0-0  | 1-3  | 0-1  |
| Olimpi Rustavi      | 2-0  | 1-0  | 5-0  | 3-1  | –––– | 5-0  | 3-0  | 1-1  | 0-0  | 1-0  |
| Samt'redia          | 1-0  | 3-1  | 4-3  | 2-0  | 0-4  | –––– | 1-1  | 2-1  | 2-2  | 0-2  |
| Sioni Bolnisi       | 1-0  | 0-0  | 1-1  | 0-0  | 0-6  | 3-0  | –––– | 1-4  | 0-1  | 0-0  |
| Spartaki Tskhinvali | 1-0  | 1-1  | 3-1  | 2-0  | 1-2  | 2-0  | 1-1  | –––– | 1-2  | 3-3  |
| WIT Georgia         | 2-1  | 0-0  | 5-1  | 1-1  | 1-2  | 2-1  | 2-1  | 2-0  | –––– | 1-1  |
| Zest'aponi          | 2-1  | 4-1  | 1-0  | 0-0  | 2-2  | 4-2  | 3-0  | 4-1  | 2-1  | –––– |

### Partite (19-36)
|                     | Bai  | DiT  | Gag  | Lok  | Oli   | Sam  | Sio  | Spa  | WIT  | Zes  |
| ------------------- | ---- | ---- | ---- | ---- | ----- | ---- | ---- | ---- | ---- | ---- |
| Baia Zugdidi        | –––– | 1-1  | 2-1  | 0-0  | 1-1   | 2-0  | 0-0  | 0-2  | 1-1  | 0-1  |
| Dinamo Tbilisi      | 3-0  | –––– | 4-1  | 1-0  | 0-0   | 4-1  | 4-0  | 2-0  | 1-2  | 2-0  |
| Gagra               | 1-1  | 0-1  | –––– | 0-1  | 0-2   | 2-1  | 1-2  | 4-1  | 0-1  | 0-0  |
| Lokomotivi Tbilisi  | 1-3  | 0-3  | 1-1  | –––– | 0-2   | 3-2  | 0-1  | 2-1  | 0-1  | 1-1  |
| Olimpi Rustavi      | 1-0  | 1-1  | 3-0  | 2-0  | ––––  | 3-1  | 0-0  | 4-0  | 1-0  | 3-1  |
| Samt'redia          | 0-1  | 0-1  | 1-0  | 1-2  | 0-1   | –––– | 2-1  | 2-1  | 1-0  | 2-3  |
| Sioni Bolnisi       | 0-0  | 0-1  | 2-0  | 1-0  | 1-2   | 2-2  | –––– | 0-1  | 2-2  | 0-1  |
| Spartaki Tskhinvali | 2-0  | 2-1  | 0-0  | 1-1  | 4-1   | 1-1  | 1-3  | –––– | 0-0  | 1-4  |
| WIT Georgia         | 2-2  | 0-2  | 2-0  | 3-0  | 2-0   | 1-1  | 0-0  | 3-1  | –––– | 1-1  |
| Zest'aponi          | 4-0  | 0-1  | 4-1  | 1-1  | [ 4 ] | 5-1  | 1-0  | 0-0  | 0-1  | –––– |